# Hervormde kerk (Voor-Drempt)
De Hervormde kerk, ook wel de Sint-Joriskerk, is een protestantse kerk in de Nederlandse plaats Voor-Drempt. De eerste kapel op de huidige locatie werd gesticht in het jaar 731. In de 11e eeuw werd de kapel vervangen door een kerk, waarvan de romaanse kerktoren nog steeds staat. In de 14e eeuw is de huidige pseudobasilikale schip gebouwd. Ten slotte is in de 15e eeuw het huidige priesterkoor toegevoegd aan de kerk. De kerk is gewijd aan Joris, maar wordt sinds de reformatie ook wel de (Nederlands) Hervormde kerk genoemd. In 1868 is de kerk verbouwd in neogotische stijl, maar halverwege de 20e eeuw teruggebracht naar de oorspronkelijke bouwstijl.
De toren bestaat uit vier geledingen, waarbij elke geleding is voorzien van lisenen met ertussen boogfriezen. De toren is versierd met gevelstenen en wordt bekroond met een ingesnoerde naaldspits. Zowel de zijgevels als het priesterkoor zijn voorzien van spitsboogvensters, die worden afgewisseld met steunberen. In de kerk staat een orgel uit 1777, die oorspronkelijk stond in de Sint-Eusebiuskerk van Arnhem. Daarnaast zijn er vele beeldhouwwerken in de kerk aangebracht. Het torenuurwerk is gemaakt rond circa 1700 door de firma Sprakel.
De kerk is in 1967 aangewezen als rijksmonument.

## Galerij

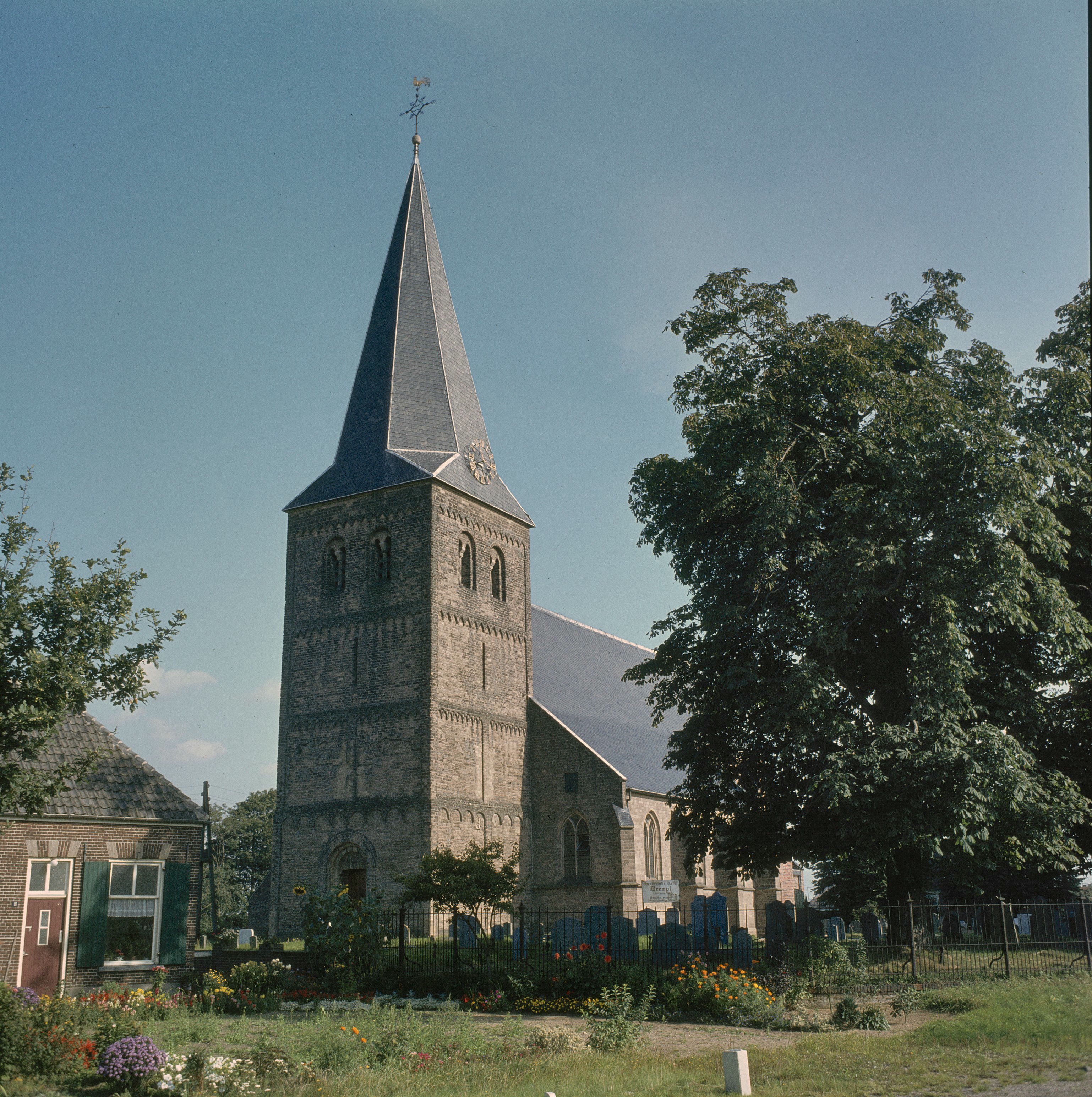
Voorzijde toren
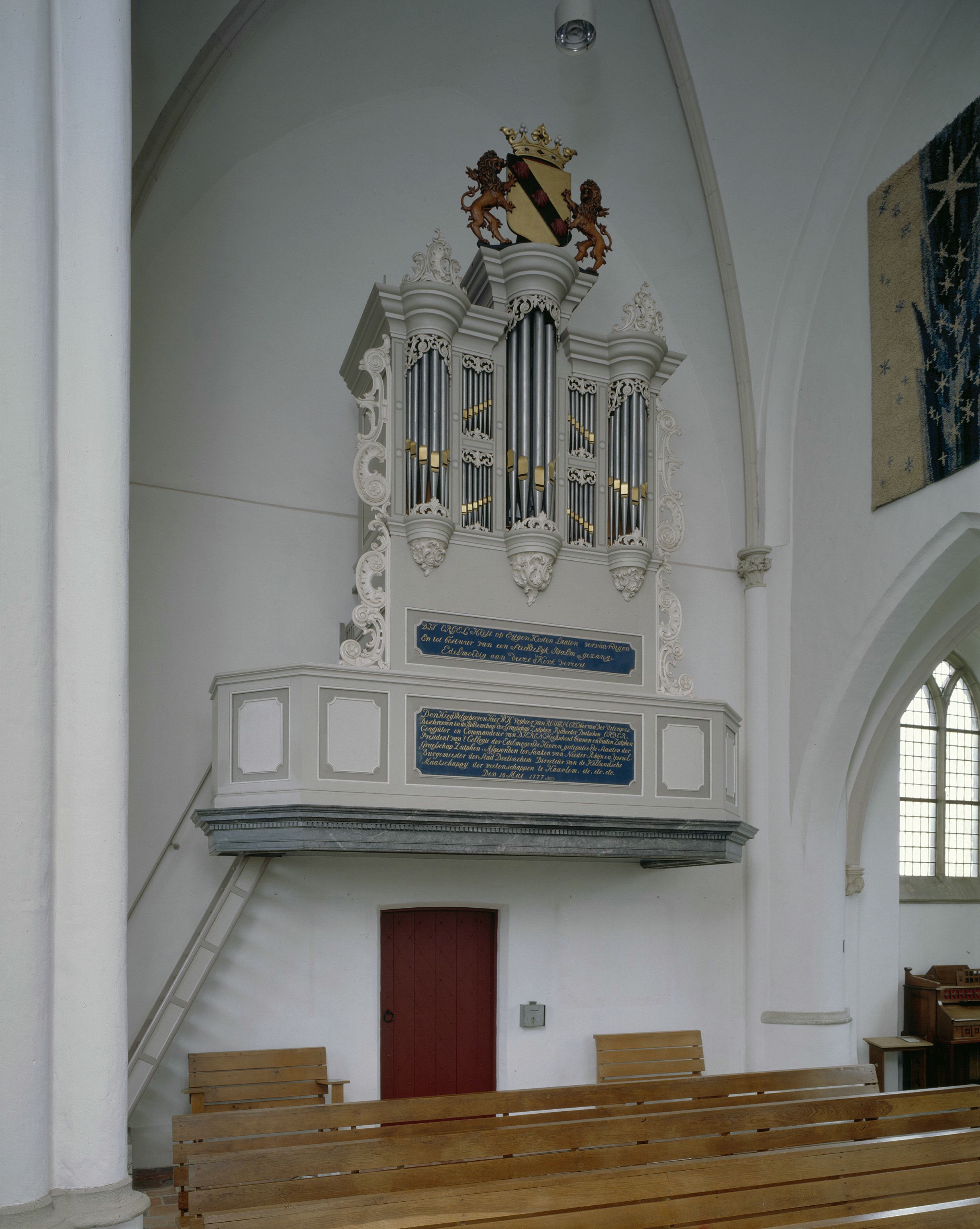
Kerkorgel
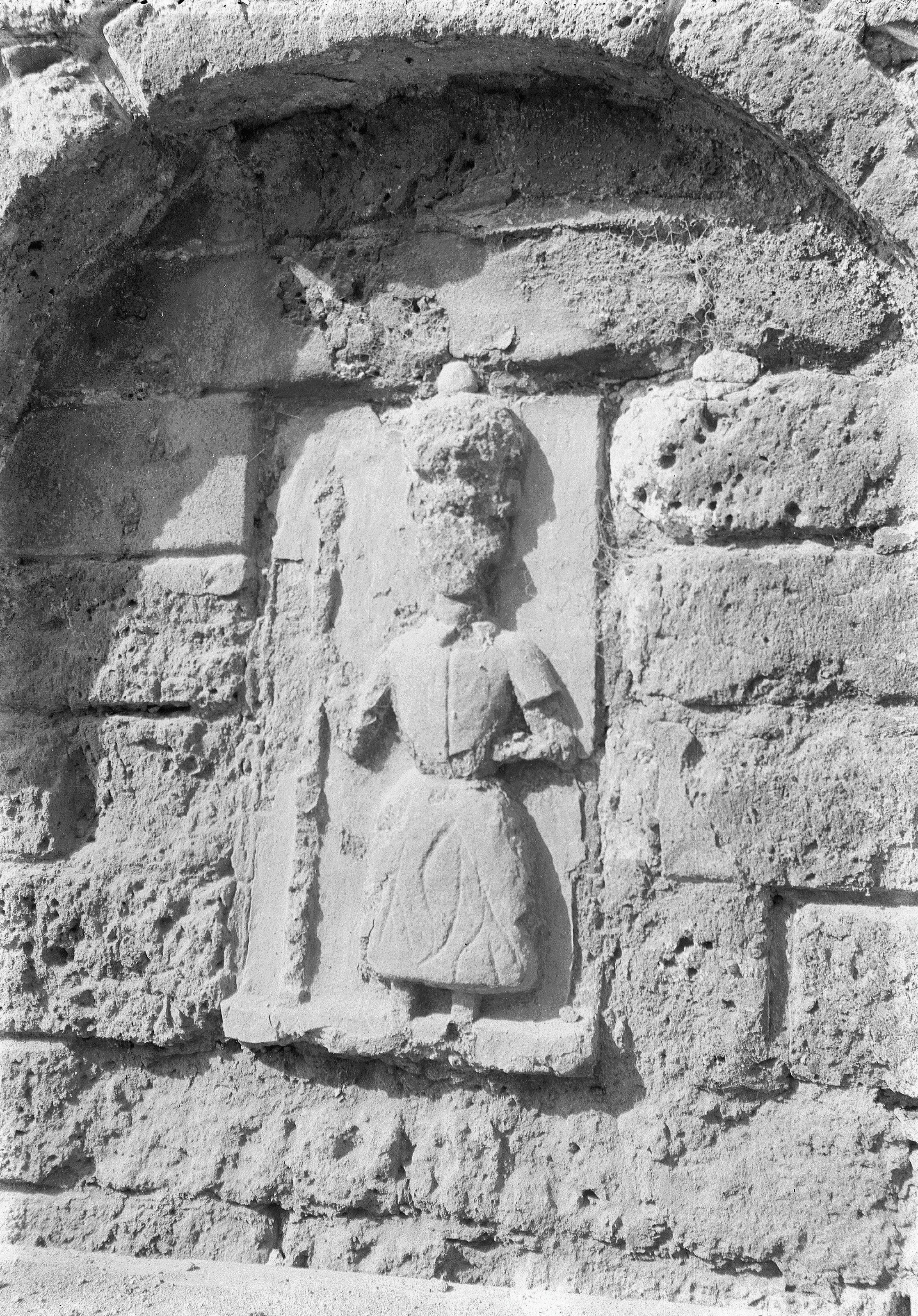
Gevelsteen van een man met een lans of staf in de toren. Dit figuur en de ernaast ingemetselde vrouwenkop werden zwaar beschadigd bij de restauratie van 1863 en zouden volgens een volksoverlevering keizer Karel de Grote en zijn vrouw moeten voorstellen.

1. ↑  Protestantse Kerk in Voor-Drempt (RdH034: 13-11-2007). hummelo.nl (13 november 2007). Gearchiveerd op 11 februari 2023. Geraadpleegd op 11 februari 2023.